# Leo Bjørnskov
Leo Bjørnskov (født 10. september 1945 i Gerlev) er en dansk jurist, der var departementschef i Miljøministeriet og i IT- og Forskningsministeriet.
Han blev student fra Metropolitanskolen i 1965 og cand.jur. i 1972. Som nyuddannet blev han fuldmægtig i Ministeriet for Forureningsbekæmpelse 1973-1976, administrationschef hos Monberg & Thorsen i Irak 1976-1978 og senere kontorchef i Fredningsstyrelsen. Fra 1981 til 1983 var han branchechef hos Monberg & Thorsen i Irak og fra 1986 til 1986 kontorchef i Miljøministeriet.
Han var departementschef i Miljøministeriet og senere Miljø- og Energiministeriet 1990-1999 og et enkelt år afdelingschef og rådgiver på det internationale område i samme ministerium. Fra 2000 til 2005 var han atter departementschef, denne gang i IT- og Forskningsministeriet, der undervejs skiftede navn til Ministeriet for Videnskab, Teknologi og Udvikling.
Han har desuden været formand for CARE Danmark 2008-2013 og for Forskningskommissionen, der blev nedsat omkring år 2000.
I 2024 var han medforfatter til en rapport om forskningsbaseret myndighedsbetjening fra en komité nedsat af Videnskabernes Selskab. Rapporten pegede på, at de politiske beslutninger ikke træffes på et optimalt grundlag og komm med otte konkrete anbefalinger til forbedringer.